# Nanobagrus lemniscatus
Nanobagrus lemniscatus är en fiskart som beskrevs av Ng 2010. Nanobagrus lemniscatus ingår i släktet Nanobagrus och familjen Bagridae. Inga underarter finns listade i Catalogue of Life.